# Saint-Bernard, Haut-Rhin

Saint-Bernard este o comună în departamentul Haut-Rhin din estul Franței. În 2009 avea o populație de 483 de locuitori.

## Evoluția populației
| An        | 1975 | 1982 | 1990 | 1999 | 2006 | 2009 |
| --------- | ---- | ---- | ---- | ---- | ---- | ---- |
| Populație | 319  | 361  | 382  | 472  | 462  | 483  |